# 파이살 1세
파이살 빈 후세인 빈 알리 알하세미, (فيصل بن الحسين بن علي الهاشمي, Fayṣal al-Awwal ibn al-Ḥusayn ibn ‘Alī al-Hāshimī; 1885년 1월 31일- 1933년 1월 29일)는 1920년 시리아 아랍 왕국의 왕이었고, 1921년 8월 31일부터 1933년까지 이라크 왕국의 왕이었다. 그는 후세인 빈 알리의 셋째 아들이었다.
파이살은 이라크, 시리아, 비옥한 초승달 지대를 포함한 아랍 국가 수립을 위해 범아랍주의를 목표로 수니파와 시아파 간의 통합을 장려했다. 그가 권력을 잡고 있을 때 그는 그의 행정부를 다양한 민족과 종교를 포함하여 다양화하고자 했다. 그러나 파이살의 범아랍주의식 민족주의는 일부 종교 집단의 고립 및강화에 기여했다.

## 어린 시절
파이살은 1885년 오스만 제국 메카에서 태어났다. 그는 후세인 빈 알리의 셋째 아들로, 그의 형제에는 후세인 빈 알리, 그리고 후에 요르단의 왕이 되는 압둘라 1세가 있었다.

## 제1차 세계 대전

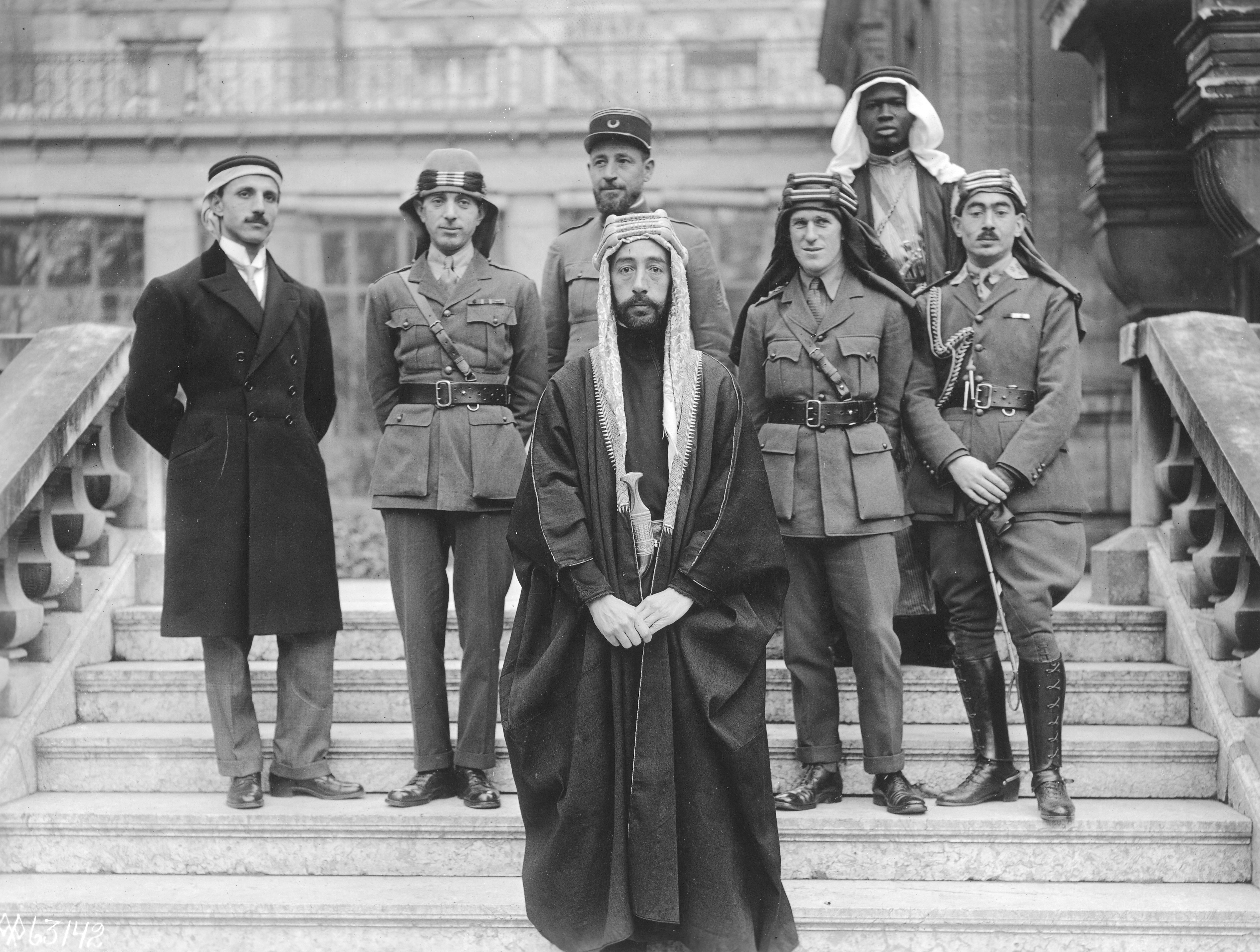
베르사유궁에 도착한 파이살 토후. 왼쪽부터 루스텀 하이다르, 누리 앗사이드, 파이살 왕자, 피사니 대위, 토머스 에드워드 로렌스, 그리고 불명의 사절과 타신 카드리 대위.

1916년 10월 23일, 와디 사프라의 알함라에서 파이살 왕자는 토머스 에드워드 로렌스를 만났다. 전후 아랍 독립국을 구상한 로렌스는 하심가 병력을 이끌 적정한 인물이자 아랍 독립국의 꿈을 실현시킬 수 있는 인물로 판단되었다. 1916년부터 1918년까지 파이살은 서부 사우디아라비아와 요르단, 시리아가 되는 지역에서 오스만 제국과 맞서 싸운 북부군단을 지휘했다. 1917년, 그의 아버지를 위해 정복하는 것 대신 그 스스로 제국을 수립하기를 원했던 파이살은 시리아와 모술 지역의 오스만 속주를 지배할 수 있도록 오스만 제국과 협상하고자 했다. 1917년 12월, 파이살은 아흐메드 제말과 접촉해 그에게 지배할 제국을 준다면 오스만의 편을 들겠다는 의지를 나타냈으며, 연합군의 사이크스-피코 협정은 허황된 것이고 그는 그의 무슬림 동료들과 일하고 싶다고 이야기했다. 그의 책인 지혜의 7개의 알약에서, 로렌스는 파이살의 이중 협정이 연합군의 믿음직스러운 친구라는 파이살의 이미지가 영국과 프랑스에 의해 배신받은 자로 변했다고 말했으며, 파이살은 오직 민족주의자와 이슬람주의자를 나누려고 했다고 주장했다. 이스라엘 역사학자 에프레임 카시와 아내 이나리는 로렌스의 믿음의 진실성이 이슬람주의자인 제말 파샤와 민족주의자인 무스타파 케말 사이의 분쟁에 의해 주어진 것이 아니라 엔베르 파샤와 제말 파샤 사이의 분쟁으로 인해 발생했다고 보고 있다. 1918년 봄, 독일 제국이 3월 21일 미카엘 작전을 개시해 연합군의 패배를 미리 정하고 있을 동안, 파이살은 다시 한 번 제말 파샤와 접촉해 그가 시리아를 지배할 수 있게 한다면 평화를 제공하겠다고 이야기했고, 제말은 승리에 대한 자신감이 떨어지고 있다고 판단했다. 메디나 포위가 끝난 후 파이살은 메디나를 정복했다. 파이살 토후는 제1차 세계 대전 기간 동안 연합군이 시리아와 다마스쿠스를 점령하는 것을 도왔다. 파이살은 이후 다마스쿠스의 새로운 아랍 정부의 지도자로 떠올랐다.

## 제1차 세계 대전 이후

### 평화 회담과 시리아 아랍 왕국

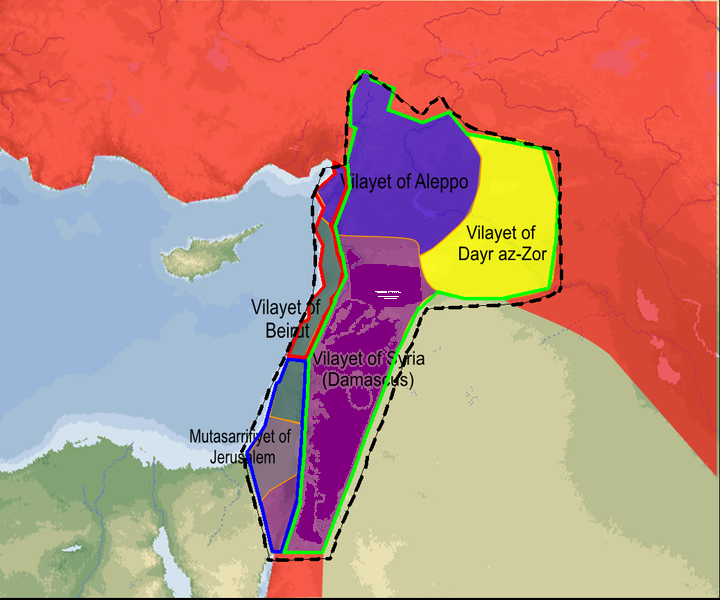
1918년 시리아 아랍 왕국

1919년 파이살 토후는 파리 강화 회의에 참석했다. 그는 지식층이고 영향력이 있는 거트루드 벨의 지지 하에 이전에 오스만 제국의 지배를 받던 아랍인 우위 지역에 아랍 토후국을 수립해줄 것을 요구했다. 1918년 10월 영국군과 아랍군은 다마스쿠스를 점령했고, 뒤이어 무드로스 정전 협정이 체결되었다. 10월 말 오스만 제국의 지배가 종결된 이후 파이살은 영국의 보호 하에 아랍 정부를 수립하는 것을 도왔다. 1919년 5월 시리아 국가의회에서 선거가 열렸다.

### 파이살-바이츠만 합의

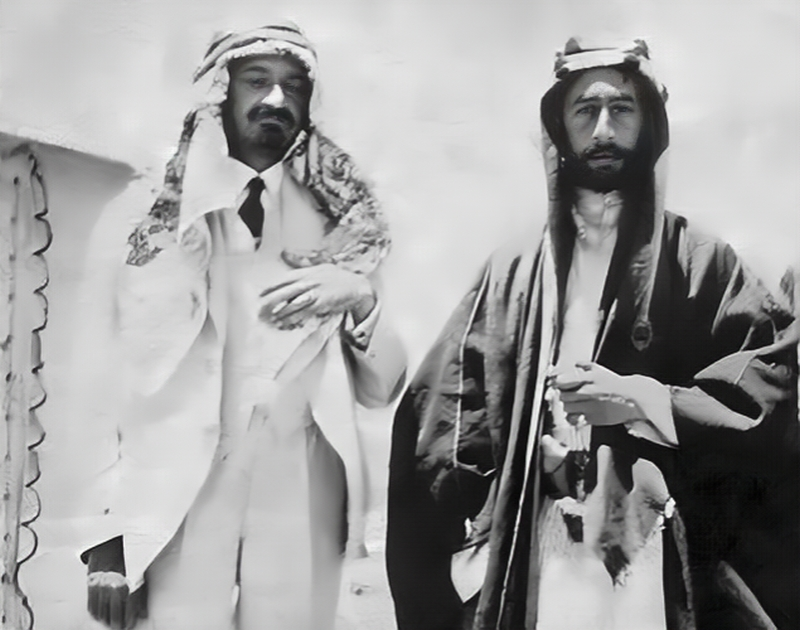
1918년 파이살과 하임 바이츠만이 같이 사진을 찍었다.

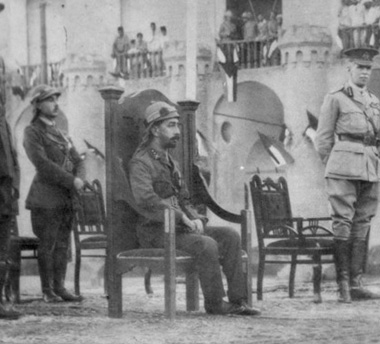
이라크의 왕으로써 파이살 왕자가 대관하고 있다.

1919년 1월 4일 파이살과 하임 바이츠만은 아랍-유대 협력을 위해 파이살-바이츠만 합의에 서명했다. 이 때 파이살은 팔레스타인에 유대인의 정착을 지지하는 영국의 약속인 벨푸르 선언을 수용했다. 아랍인과 유대인의 협력은 즉각적으로 충족되지 못했으며, 몇몇 조항은 유대인 국가인 이스라엘이 수립되기 전까지 지지부진했다. 그러나 일단 아랍 국가들이 유럽 세력으로부터 자치를 얻었고, 새로운 아랍 국가들이 유럽과 유엔으로부터 인정받기 시작하면서, 바이츠만은 결국 충족요건이 지켜진 이래, 팔레스타인 내 유대인 정착이 여전히 유효하다고 주장했다. 하지만 사실상 1920년 말 이러한 희망 관계는 성공할 가능성이 낮았고, 합의서 역시 죽은 문서가 되었다. 파이살은 영국 정책에 미치는 시온주의자들의 영향력이 시리아에 대한 프랑스의 계획을 멈추기 충분하다고 믿었지만, 시온주의자들의 영향력은 프랑스의 이익과 대립하지 않았다.

## 사망
파이살 1세는 1933년 9월 8일 48세의 나이로 사망했다. 그는 스위스 베른에서 의료진단을 받는 동안 심장마비로 사망했다. 가지 1세가 그의 뒤를 이어 이라크 왕국의 왕이 되었다. 그의 갑작스런 죽음은 많은 의문을 낳았다. 스위스의 의사들은 그가 건강했고, 그에게 아무 이상이 없었다고 주장했다. 그의 개인적인 간호사 역시 그의 죽음 직전에 비소 중독의 흔적이 있다고 보고했다. 많은 그의 동료들은 죽음 당시 그가 심장이 아닌 복부에서 고통을 느꼈다고 주장했다. 그의 죽음 이후 이라크인은 바그다드의 하이파 거리에 그의 동상을 세우고 그의 이름을 따 광장을 세웠다.

## 같이 보기
- 압둘라 1세
- 가지 1세